# عدنة (شجرة)
العَدَنَةُ أو الجرَاز أو (الاسم العلمي: Adenium Obesum) هو نوع نبات معمر يكثر في المناطق الجبلية وشبه الجبلية في اليمن وكذلك جازان عسير في جنوب المملكة العربية السعودية، وجزيرة سقطرى.
تستخدم أشجار العدن للزينة، وقديماً كانت تستخدم لتسميم السهام، إذ تحتوي على سائل سام.

## الوصف النباتي
شجر معمّر، عريض الساق، قصير، يصل طوله في بعض الأحيان إلى ثلاثة أمتار، له أزهار وردية اللون.

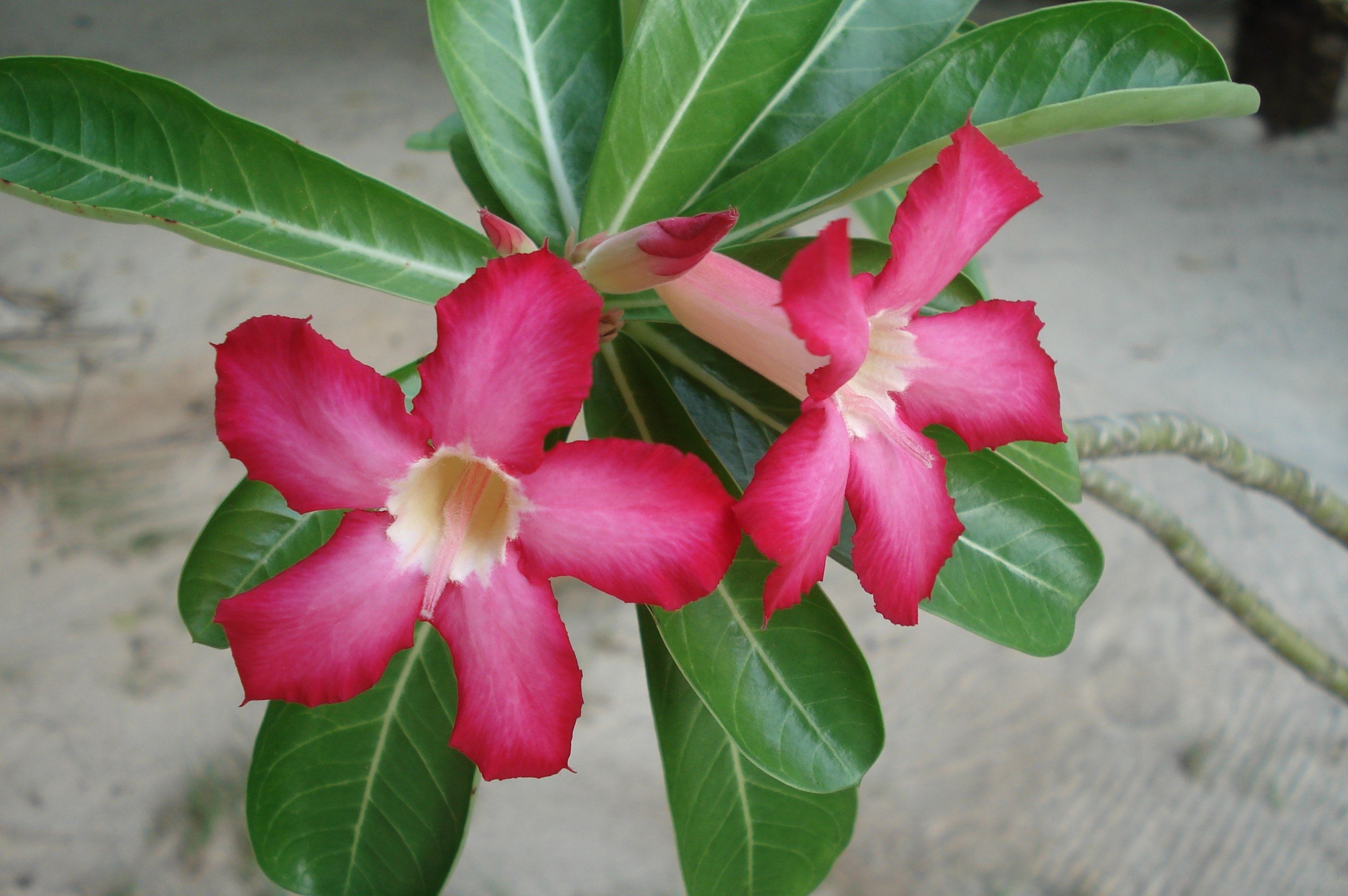
زهرة شجرة العدنة

## الأنواع الفرعية
كما أن للعدنة أنواع فرعية تعرف بها مناطق دون أخرى، فهناك:
- العدنة المنسابة (جنوب أفريقيا، وبوتسوانا).
- العدنة السقطرية (سقطرى).
- العدنة الصومالية (شرق أفريقيا).
- العدنة الإسواتينية (إيسواتيني، جنوب أفريقيا).